# Victoria : Un empire en construction 1836-1920
Victoria : Un empire en construction 1836-1920 (Victoria: An Empire Under the Sun) est un jeu vidéo de grande stratégie historique développé par la société suédoise Paradox Development Studio et publié le 18 novembre 2003 par Strategy First en Amérique du Nord, et le 4 décembre par Nobilis en Europe. Il s'agit plus précisément d'un jeu de gestion et de stratégie en temps réel basé sur le moteur d'Europa Universalis II dans lequel le joueur doit gérer un état de l'époque victorienne (le jeu couvre une période s'étalant entre 1836 et 1920).
Pour réussir, le joueur doit gérer efficacement la diplomatie, l'armée et la recherche technologique de sa nation. Victoria s'inscrit ainsi dans la droite ligne des créations précédentes de Paradox Interactive, même s'il se révèle plus complexe que ses prédécesseurs plus connus : Europa Universalis II et Hearts of Iron. En effet, outre les secteurs d'activités cités ci-dessus, Victoria comporte un système de simulation économique et démographique (les Pops) qui sollicite l'attention constante du joueur. Malgré tout, la réception réservée par la critique spécialisée fut, au mieux, marmoréenne,, les difficultés d'apprentissage du jeu ainsi que les graphismes peu séduisants essuyant souvent de mauvais commentaires. GameRankings relève ainsi un score de 59,62 %.

## Déroulement
Le but du jeu est de terminer en 1920 avec le plus de points de victoire possibles. Ce faisant, trois types de stratégies s'offrent au joueur, non mutuellement exclusives :
- Prestige - revendiquer des colonies, gagner des guerres, implanter avec succès des réformes sociales et économiques, améliorer le niveau technologique de sa nation.
- Industrie - construire des usines, convertir des fermiers et laboureurs en ouvriers et en développant le secteur des transports.
- Militaire - en augmentant la taille de l'armée et de la marine.

## Victoria: Revolutions
En 2006, Paradox Interactive publie Victoria: Revolution, l'extension du ludiciel sorti quatre ans plus tôt. Disponible en août 2006 via téléchargement en ligne, puis sortie sur CD en octobre de la même année, l'extension modifie partiellement Victoria, notamment certains aspects économiques et politiques, et étend la période de jeu à l'entre-deux-guerres.

## Accueil
| Victoria: An Empire Under the Sun |      |       |
| Média                             | Pays | Notes |
| Computer Gaming World             | US   | 3/5   |
| GameSpot                          | US   | 63 %  |
| Jeuxvideo.com                     | FR   | 14/20 |
| Joystick                          | FR   | 2/10  |

## Suite
Le 19 août 2009 au Gamescom de Cologne, Paradox Interactive annonce le développement la suite de Victoria : Victoria 2. Basée sur le moteur Clausewitz d'Europa Universalis 3 et de Hearts of Iron 3, celle-ci est publiée le 13 août 2010.

## Référence
1. 1 2 3  
(en) Brett Todd, « Victoria: An Empire Under the Sun Review », sur GameSpot, 4 décembre 2003.
2. ↑  
(en) Barry Brenesal, « Test de Victoria: An Empire Under the Sun », sur IGN, 8 décembre 2003.
3. ↑  
(en) « Bilan des notes de Victoria: An Empire Under the Sun », sur GameRankings.
4. ↑  Chronologie des jeux développés par Paradox  sur le site de senscritique - consulté le 23 juillet 2017
5. ↑  
(en) Di Luo, « Victoria: An Empire Under the Sun », Computer Gaming World, no 236,‎ mars 2004, p. 79 (ISSN 0744-6667).
6. ↑  
Superpanda, « Test: Victoria », sur Jeuxvideo.com, 30 janvier 2004.
7. ↑  
Atomic, « Victoria », Joystick, no 155,‎ janvier 2004, p. 84 (ISSN 1145-4806).